# Denise Peikert
Denise Peikert (* 1986 in Karl-Marx-Stadt) ist eine deutsche Journalistin und Autorin. Sie ist seit Mai 2021 Redakteurin der Leipziger Volkszeitung.

## Leben
Peikert absolvierte von 2010 bis 2012 den Master-Studiengang Journalismus an der Ludwig-Maximilians-Universität München und der Deutschen Journalistenschule. Im Anschluss arbeitete sie bis Ende 2016 für die Frankfurter Allgemeine Zeitung.
Ab 2017 war Peikert als freie Journalistin für die Frankfurter Allgemeine Sonntagszeitung, Die Welt und Die Zeit sowie für den Mitteldeutschen Rundfunk tätig.

## Auszeichnungen
- 2016: Hessischer Jungjournalistenpreis für den Artikel Herztransplantation vom 18. März 2015[1]
- 2022: erster Platz beim Preis Journalist des Jahres des Medium Magazins in der Kategorie Reportage regional[2]

## Werke
- Bürgermeister. Was sie antreibt, wer sie umtreibt. Kommunal- und Schul-Verlag, Wiesbaden 2020, ISBN 978-3-8293-1489-3.
- Der Fall Lina E. – Wenn der Kampf gegen Neonazis in Gewalt eskaliert, 2023, sechsteiliger Podcast für LVZ und RND über den Prozess gegen Lina E., die wegen schwerer linksextremer Gewalttaten angeklagt ist